# U-556
| U-556                      | U-556                                                          | U-556                                                          |
| -------------------------- | -------------------------------------------------------------- | -------------------------------------------------------------- |
|                            |                                                                |                                                                |
|                            |                                                                |                                                                |
|                            |                                                                |                                                                |
| Під прапором               | Третій рейх                                                    | Третій рейх                                                    |
| Спуск на воду              | 7 грудня 1940 року                                             | 7 грудня 1940 року                                             |
| Виведений зі складу флоту  | 27 червня 1941 року                                            | 27 червня 1941 року                                            |
| Сучасний статус            | затоплений                                                     | затоплений                                                     |
| Проєкт                     |                                                                |                                                                |
| Тип ПЧ                     | Торпедний ДПЧ                                                  | Торпедний ДПЧ                                                  |
| Основні характеристики     |                                                                |                                                                |
| Швидкість (надводна)       | 17,7 вузлів                                                    | 17,7 вузлів                                                    |
| Швидкість (підводна)       | 7,6 вузлів                                                     | 7,6 вузлів                                                     |
| Робоча глибина занурення   | 100 м                                                          | 100 м                                                          |
| Гранична глибина занурення | 220 м                                                          | 220 м                                                          |
| Екіпаж                     | 44 осіб                                                        | 44 осіб                                                        |
| Розміри                    |                                                                |                                                                |
| Довжина найбільша (по КВЛ) | 67,1 м                                                         | 67,1 м                                                         |
| Ширина корпусу найб.       | 6,2 м                                                          | 6,2 м                                                          |
| Висота                     | 9,6 м                                                          | 9,6 м                                                          |
| Середня осадка (по КВЛ)    | 4,70 м                                                         | 4,70 м                                                         |
| Водотоннажність надводна   | 769 т                                                          | 769 т                                                          |
| Озброєння                  |                                                                |                                                                |
| Артилерія                  | одна палубна гармата калібру 88-мм, одна 20-мм зенітна гармата | одна палубна гармата калібру 88-мм, одна 20-мм зенітна гармата |
| Торпедно- мінне озброєння  | 4 носових і один кормовий ТА. 14 торпед або 26 мін             | 4 носових і один кормовий ТА. 14 торпед або 26 мін             |

U-556 — німецький підводний човен типу VIIC, часів  Другої світової війни.
Замовлення на будівництво човна було віддане 25 вересня 1939 року. Човен був закладений на верфі суднобудівної компанії «Blohm + Voss» у Гамбурзі 2 січня 1940 року під будівельним номером 532, спущений на воду 7 грудня 1940 року, 6 лютого 1941 року увійшов до складу 1-ї флотилії. Єдиним командиром човна був капітан-лейтенант Герберт Вольфарт.
Човен зробив 2 бойових походи, в яких потопив 6 (загальна водотоннажність 29 552) та пошкодив 1 судно.
Потоплений 27 червня 1941 року в Північній Атлантиці південно-західніше Ісландії (60°24′ пн. ш. 29°00′ зх. д. / 60.400° пн. ш. 29.000° зх. д.) глибинними бомбами британських корветів «Настуртіум», «Селандін» і «Гладіолус». 5 членів екіпажу загинули, 41 врятовані.

## Потоплені та пошкоджені кораблі[3]
| Назва            | Тип           | Належність        | Дата           | Тоннаж (БРТ) | Вантаж                                                                                                   | Статус     | Місце                                                       |
| Emanuel          | траулер       | Фарерські острови | 6 травня 1941  | 166          | | потоплено  | 62°06′ пн. ш. 8°10′ зх. д. / 62.100° пн. ш. 8.167° зх. д.   |
| Aelybryn         | торгове судно | Велика Британія   | 10 травня 1941 | 4 986        | | пошкоджено | 59°23′ пн. ш. 35°25′ зх. д. / 59.383° пн. ш. 35.417° зх. д. |
| Empire Caribou   | торгове судно | Велика Британія   | 10 травня 1941 | 4 861        | 2 020 т крейди                                                                                           | потоплено  | 59°28′ пн. ш. 35°44′ зх. д. / 59.467° пн. ш. 35.733° зх. д. |
| Gand             | торгове судно | Бельгія           | 10 травня 1941 | 5 086        | Баласт                                                                                                   | потоплено  | 57°54′ пн. ш. 37°34′ зх. д. / 57.900° пн. ш. 37.567° зх. д. |
| Darlington Court | торгове судно | Велика Британія   | 20 травня 1941 | 4 974        | 8 116 т пшениці та літак                                                                                 | потоплено  | 57°28′ пн. ш. 41°07′ зх. д. / 57.467° пн. ш. 41.117° зх. д. |
| British Security | танкер        | Велика Британія   | 20 травня 1941 | 8 470        | 11 200 т бензину та керосину                                                                             | потоплено  | 57°28′ пн. ш. 41°07′ зх. д. / 57.467° пн. ш. 41.117° зх. д. |
| Cockaponset      | торгове судно | Велика Британія   | 20 травня 1941 | 5 995        | 2 719 т сталі, 1 924 т чорного карбону, 250 т динаміту, 223 т вантажівок та 1 162 т генеральних вантажів | потоплено  | 57°28′ пн. ш. 41°01′ зх. д. / 57.467° пн. ш. 41.017° зх. д. |